# Oliver Campbell
Oliver Samuel Campbell (ur. 25 lutego 1871 w Nowym Jorku, zm. 11 lipca 1953 w Campbellton) – amerykański tenisista, zwycięzca mistrzostw USA w grze pojedynczej i podwójnej.

## Kariera tenisowa
Studiował na Uniwersytecie Columbia. W barwach tej uczelni zdobył dwa tytuły mistrza międzyuczelnianego USA w grze podwójnej (Intercollegiate), w 1888 roku w parze z Valentinem Hallem, rok później z Empiem Wrightem.
W 1886 roku Campbell zadebiutował w mistrzostwach USA w Newport. Miał wówczas 15 lat i 5 miesięcy i na nieco ponad 20 lat przypadł mu tytuł najmłodszego uczestnika turnieju. W 1918 roku wynik ten poprawił Vincenta Richardsa, w chwili startu młodszy od Campbella o miesiąc.
W parze z Valentinem Hallem został zwycięzcą gry podwójnej na mistrzostwach USA (obecnie US Open) w 1888 roku. W 1889 roku doszedł w grze pojedynczej do finału turnieju pretendentów, w którym przegrał z Quincym Shawem, natomiast w deblu przegrał mecz o tytuł w parze z Valentinem Hallem. W 1890 roku odniósł końcowe zwycięstwo w singlu – w finale turnieju pretendentów był lepszy od Percy’ego Knappa, a we właściwym finale (challenge round) pokonał Henry’ego Slocuma. Dzięki temu sukcesowi przez 100 lat zostawał najmłodszym triumfatorem mistrzostw USA (młodszy był zwycięzca z 1990 roku, wówczas już US Open, Pete Sampras).
Tytuł Campbell obronił w 1891 roku, pokonując Clarence’a Hobartaa, a rok później ponownie był najlepszy, pokonując Freda Hoveya. W 1893 roku nie przystąpił do kolejnej obrony tytułu w singlu, dzięki czemu zwycięstwo przypadło najlepszemu w turnieju pretendentów Robertowi Wrennowi. W 1891 i 1892 roku Campbell wygrywał również w deblu, za każdym razem w parze z Bobem Huntingtonem. W 1983 roku, razem z Huntingtonem, przegrał finał debla.
Przez pięć kolejnych lat, od 1888 roku Campbell znajdował się w czołówce rankingu amerykańskiego, w tym na pozycji lidera w latach 1890–1892.
Campbell zmarł w 1953 roku w wieku 82 lat. Dwa lata później został wpisany do międzynarodowej tenisowej galerii sławy.

### Finały w turniejach wielkoszlemowych

#### Gra pojedyncza (3–0)
| Końcowy wynik | Nr | Data | Turniej                              | Nawierzchnia | Przeciwnik      | Wynik finału            |
| ------------- | -- | ---- | ------------------------------------ | ------------ | --------------- | ----------------------- |
| Zwycięzca     | 1. | 1890 | U.S. National Championships, Newport | Trawiasta    | Henry Slocum    | 6:2, 4:6, 6:3, 6:1      |
| Zwycięzca     | 2. | 1891 | U.S. National Championships, Newport | Trawiasta    | Clarence Hobart | 2:6, 7:5, 7:9, 6:1, 6:2 |
| Zwycięzca     | 3. | 1892 | U.S. National Championships, Newport | Trawiasta    | Fred Hovey      | 7:5, 3:6, 6:3, 7:5      |

#### Gra podwójna (3–2)
| Końcowy wynik | Nr | Data | Turniej                              | Nawierzchnia | Partner        | Przeciwnicy                      | Wynik finału       |
| ------------- | -- | ---- | ------------------------------------ | ------------ | -------------- | -------------------------------- | ------------------ |
| Zwycięzca     | 1. | 1888 | U.S. National Championships, Newport | Trawiasta    | Valentine Hall | Clarence Hobart Edward MacMullen | 6:4, 6:2, 6:2      |
| Finalista     | 1. | 1889 | U.S. National Championships, Newport | Trawiasta    | Valentine Hall | Henry Slocum Howard Taylor       | 1:6, 3:6, 2:6      |
| Zwycięzca     | 2. | 1891 | U.S. National Championships, Newport | Trawiasta    | Bob Huntington | Valentine Hall Clarence Hobart   | 6:3, 6:4, 8:6      |
| Zwycięzca     | 3. | 1892 | U.S. National Championships, Newport | Trawiasta    | Bob Huntington | Valentine Hall Edward L. Hall    | 6:4, 6:2, 4:6, 6:3 |
| Finalista     | 2. | 1893 | U.S. National Championships, Chicago | Trawiasta    | Bob Huntington | Clarence Hobart Fred Hovey       | 3:6, 4:6, 6:4, 2:6 |